# Giovanni Battista Rebuffo
Giovanni Battista Rebuffo (Buenos Aires, 8 novembre 1899 – Novi Ligure, 10 gennaio 1966) è stato un calciatore e allenatore di calcio italiano, di ruolo centrocampista o attaccante.

## Carriera

### Calciatore
Nato a Buenos Aires da una famiglia originaria della frazione di Avi di Roccaforte Ligure in Piemonte, cresciuto nella Forza e Virtù e nella Libertas Foot-Ball Club di Novi Ligure, dopo la Grande Guerra entrò a far parte della neonata Triestina; è autore di tre delle cinque reti (gli altri due gol sono di Ferruccio Blenio) che gli alabardati segnarono alla Pro Gorizia nella loro prima partita ufficiale. L'anno successivo fece ritorno nella città natale e prese parte con la Novese al campionato di Promozione 1920-21 (secondo livello); contribuì con 37 reti al buon torneo disputato dalla formazione biancoceleste, che fu ammessa in Prima Categoria.
Negli anni a venire alternò campionati con la Novese a importanti esperienze con Genoa, Torino (vinse un Torneo di Pentecoste), anche se non fu mai tesserato ufficialmente per la squadra granata. Emigrò in Argentina per indossare la maglia del Club Estudiantes de Buenos Aires e Pro Patria, con cui nel 1928-29 ottenne l'ammissione alla Serie A. Passato all'Arezzo nel 1930, dovette lasciare il club amaranto a causa di un rigore sbagliato contro il Montevarchi nella sconfitta per 2-0 del 26 ottobre di quell'anno.
Rebuffo andò a chiudere con il calcio giocato nelle serie minori, iniziando l'attività di allenatore.

### Allenatore
Ingaggiato come allenatore-giocatore del Ravenna nel 1929-30, ottenne immediatamente una promozione in Prima Divisione (terzo livello del campionato); l'anno seguente ripeté l'impresa con la Sempre Avanti di Piombino. Alla fine del torneo fu scelto per seguire la neonata Unione Sportiva Elbana, con cui partecipò a due tornei di Seconda Divisione e con cui vinse un trofeo regionale, la "Coppa Giovinezza"; conquistò poi una nuova promozione con il Dopolavoro Marzotto, nel 1933-34.
Nel 1934-35 esordì in Serie B con il Foggia, che guidò alla salvezza. Nel 1936 fu ingaggiato dal Bolzano, prima dell'annullamento del campionato di Prima Divisione della Venezia Tridentina. Seguì successivamente il Lecce nel 1938-39, in Serie C, prima della chiamata del Venezia, in Serie A; inizialmente scelto come allenatore in seconda, passò a guidare in prima persona i neroverdi nel corso dalla stagione 1940-41.
Con il Venezia di Ezio Loik e Valentino Mazzola, Rebuffo visse gli anni più luminosi della sua carriera; conquistò la Coppa Italia 1940-41 e sfiorò la vittoria dello scudetto nel 1941-42. Dopo la partenza di Loik e Mazzola per Torino, Rebuffo trainò la squadra lagunare alla salvezza nel 1942-43.
Durante la seconda guerra mondiale allenò Liguria e Como; allenò l'Alessandria nella parte iniziale della stagione 1946-47, che concluse come allenatore della Sampdoria  e a più riprese il Derthona.

## Palmarès

### Calciatore

#### Club

##### Competizioni nazionali
- Promozioni in Prima Categoria: 1

Novese: 1920-21

### Allenatore

#### Club

##### Competizioni nazionali
- Coppa Italia: 1

Venezia: 1940-41
- Promozioni in Prima Divisione: 3

Ravenna: 1929-30
Sempre Avanti Piombino: 1930-31
Marzotto Valdagno: 1933-34